# Alexander Klenko
Alexander Aleksejevitsj Klenko (Russisch: Александр Алексеевич Кленко) (12 januari 1994, Qostanay) is een Kazachse langebaanschaatser.
Alexander Klenko werd na het WK junioren van 2012 bestraft voor het missen van dopingcontroles. 

## Records

### Persoonlijke records
| Afstand      | Tijd     | Datum           | Baan       |
| ------------ | -------- | --------------- | ---------- |
| 500 meter    | 35,18    | 7 februari 2020 | Calgary    |
| 1000 meter   | 1.08,71  | 16 maart 2019   | Calgary    |
| 1500 meter   | 1.47,38  | 17 maart 2019   | Calgary    |
| 3000 meter   | 3.58,80  | 6 oktober 2018  | Inzell     |
| 5000 meter   | 7.03,15  | 9 februari 2012 | Nur-Sultan |
| 10.000 meter | 15.10,83 | 29 maart 2013   | Nur-Sultan |

(laatst bijgewerkt: 30 juni 2020)

## Resultaten
| Jaar | WK Sprint                | WK Afstanden  | WK Junioren             |
| ---- | ------------------------ | ------------- | ----------------------- |
| 2012 |                          |               | DQ (DQ, DQ, DQ, DQ)     |
| 2013 |                          |               | NC29 (20e, 31e, 27e, -) |
|      |                          |               |                         |
| 2019 | 24e (24e, 24e, 25e, 23e) |               |                         |
| 2020 | 20e (23e, 27e, 21e, 15e) | 22e 500m      |                         |
|      |                          |               |                         |
| 2023 |                          | 7e teamsprint |                         |

(#, #, #, #) = afstandspositie op sprinttoernooi (500m, 1000m, 500m, 1000m) of op juniorentoernooi (500m, 3000m, 1500m, 5000m).